# Distribució multimodal

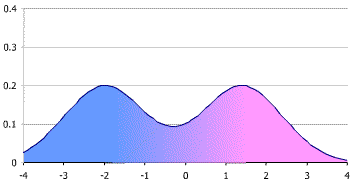
Figura 1. Una distribució bimodal simple, en aquest cas una barreja de dues distribucions normals amb la mateixa variància però diferents mitjanes. La figura mostra la funció de densitat de probabilitat (pdf), que és una mitjana igualment ponderada dels pdf en forma de campana de les dues distribucions normals. Si els pesos no fossin iguals, la distribució resultant encara podria ser bimodal però amb pics de diferents altures.

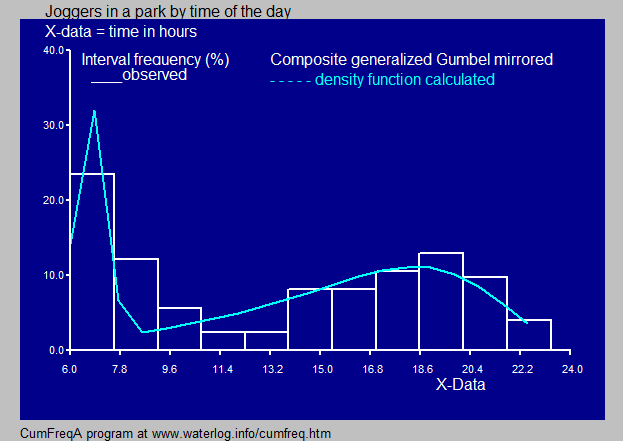
Figura 2. Distribució de probabilitat composta i bimodal del nombre de corredors en un parc en funció de l'hora del dia

En estadística, una distribució multimodal és una distribució de probabilitat amb més d'un mode. Aquests apareixen com a pics diferents (màxims locals) a la funció de densitat de probabilitat, tal com es mostra a les figures 1 i 2. Les dades categòriques, contínues i discretes poden formar distribucions multimodals. Entre les anàlisis univariades, les distribucions multimodals solen ser bimodals.
Quan els dos modes són desiguals, el mode més gran es coneix com el mode principal i l'altre com el mode menor. El valor menys freqüent entre els modes es coneix com a antimode. La diferència entre els modes major i menor es coneix com a amplitud. A les sèries temporals el mode principal s'anomena acrofase i l'antimode batifase.
Una barreja de dues distribucions unimodals amb mitjanes diferents no és necessàriament bimodal. La distribució combinada d'altures d'homes i dones de vegades s'utilitza com a exemple de distribució bimodal, però de fet la diferència d'altures mitjanes d'homes i dones és massa petita en relació amb les seves desviacions estàndard per produir bimodalitat.
Les distribucions bimodals tenen la peculiar propietat que, a diferència de les distribucions unimodals, la mitjana pot ser un estimador de mostra més robust que la mediana. Aquest és clarament el cas quan la distribució té forma d'U com la distribució arcsinus. Pot ser que no sigui cert quan la distribució té una o més cues llargues.
Les distribucions bimodals es donen tant a les matemàtiques com a les ciències naturals.
Les distribucions bimodals importants inclouen la distribució arcsinus i la distribució beta (si tots dos paràmetres són inferiors a 1). Altres inclouen la distribució U-quadratica.